# No. 66 Squadron RAF
Il No. 66 Squadron RAF è stato uno squadrone della Royal Air Force, costituito a Filton (Bristol) il 30 giugno 1916.

## Storia

### Prima guerra mondiale
Fu formato a Filton il 30 giugno 1916 come squadron di addestramento equipaggiato con i Royal Aircraft Factory B.E.2, Royal Aircraft Factory B.E.12 ed Avro 504 e dal 2 luglio era al comando del Capt. Henry Stewart Walker. Dal 24 ottobre successivo il comando passa al Maj. Reginald George Douglas Small e dal 19 gennaio 1917 al Maj. Owen Tudor Boyd.
Lo squadron ricevette il suo primo Sopwith Pup il 3 febbraio 1917 e fu schierato a Vert Galand nella Somme (dipartimento), in Francia, il 12 marzo 1917. Dal 23 giugno successivo il comando passa al Maj. George L.P. Henderson ed i velivoli furono scambiati con i Sopwith Camel nell'ottobre 1917, dopo la Conferenza di Rapallo, a supporto dell'ulteriore invio di 3 divisioni di fanteria (5ª, 7ª e 48ª) e dell'XI Corps lo squadron si trasferì via ferroviaria per unirsi al No. 14 Wing in Italia al Campo di aviazione di Grossa di Gazzo agli inizi di dicembre.
Il 12 gennaio 1918, un aereo dello Squadron abbatte Raoul Stojsavljevic mentre stava svolgendo una missione di ricognizione su un Hansa-Brandenburg C.I, vicino a Seren del Grappa. 
Il 23 gennaio il Maggiore Robert Gregory, comandante dell'unità dal 16 ottobre 1917, muore in un incidente di volo a Monastiero di San Martino di Lupari ed il comando passa al Capt. John Maxwell Warnock fino al 5 febbraio. Nel mese di febbraio il comando passa al Maj. John T.P. Whittaker.
Dal marzo 1918 era al Campo di aviazione di San Pietro in Gu con 18 Camel per altrettanti piloti alle dipendenze dal 14° Wing di Sarcedo.
Durante dodici mesi di combattimenti in Italia lo squadron distrusse 172 aerei nemici. Il 30 marzo 1918 il tenente Alan Jerrard ingaggiò da solo diciannove aerei nemici, riuscì a distruggerne tre prima di essere costretto ad atterrare e fatto prigioniero, ricevendo la Victoria Cross per i suoi sforzi.
Il 2 novembre 1918 il comando passa al Maj. Albert Leslie Neale e dal febbraio 1919 al Capt. Harry Goode fino al 21 aprile 1919.
Alla fine della guerra lo squadron rimase in Italia per alcuni mesi, ritornando nel Regno Unito nel marzo 1919 e venne sciolto il 25 ottobre 1919.
I 21 assi che avevano servito con lo squadron durante la Grande Guerra erano: William George Barker (Victoria Cross e 50
vittorie di cui 43 in Italia), Alan Jerrard (VC), Peter Carpenter (24 vittorie), Harry King Goode (15 vittorie), Francis S. Symondson (13 vittorie), il canadese Stanley Stanger (13 vittorie), il canadese Gerald Birks (12 vittorie tra cui Josef Kiss), Charles Midgley Maud (11 vittorie), Gordon Apps (10 vittorie), il canadese Hilliard Brooke Bell (10 vittorie), Christopher McEvoy (nove vittorie aeree tutte in Italia), Harold Ross Eycott-Martin (otto vittorie aeree tutte in Italia), William Myron MacDonald (8 vittorie tutte in Italia), Augustus Paget (6 vittorie tutte in Italia), John Oliver Andrews (5 vittorie nello squadron), lo statunitense Harold Koch Boysen (5 vittorie tutte in Italia), William Carrall Hilborn (7 vittorie tutte in Italia), Thomas Hunter, James Lennox (5 vittorie tutte in Italia), Walbanke Ashby Pritt, Patrick Gordon Taylor, John (Jack) Wallis Bishop e Kenneth Barbour Montgomery.

### 1936 - 1945
Fu riformato il 20 luglio 1936 dal "C" Flight, n. 19 Squadron RAF alla RAF Duxford, 15 km a sud di Cambridge, inizialmente equipaggiato con i Gloster Gauntlet, prima di una lenta conversione ai Supermarine Spitfire dall'agosto del 1938. Lo squadron faceva parte del gruppo N. 12 della RAF nel Comando della Caccia ed era pronto a partire dall'inizio della guerra nel settembre 1939. Il primo contatto con il nemico fu un attacco ad un Heinkel He 111 della costa di Norfolk vicino a Cromer, l'aereo tedesco in seguito si schiantò in Danimarca. Lo squadron si trasferì a Raf Horsham St. Faith, vicino a Norwich, dopo l'invasione tedesca del Belgio e dei Paesi Bassi, lo squadron distrusse il suo primo aereo nemico il 12 maggio 1940 a L'Aia. Alla fine di agosto lo squadron si spostò nel sud dell'Inghilterra come parte della Battaglia d'Inghilterra, operò da RAF Kenley, a Croydon (borgo di Londra), RAF Gravesend, 8 km a sud-est da Gravesend (Kent), RAF West Malling, 2,6 km a sud da West Malling e da novembre all'Aeroporto di Biggin Hill. Quando i tedeschi avevano smesso di bombardare alla luce del giorno, lo squadron aveva distrutto 20 aerei con altri 17 probabili e danneggiato anche altri quindici.
Nell'aprile del 1941 lo squadron si trasferì a RAF Perranporth in Cornovaglia per operare in missioni di caccia oltre il Canale, si trasferì a Portreath nel dicembre 1941 riequipaggiato con gli Spitfire V. Nell'aprile del 1942 lo squadron si trasferì a RAF Ibsley, 4 km a nord di Ringwood e fu coinvolto nel supporto per le operazioni combinate a Dieppe. Nell'ottobre del 1942 lo squadron aveva sede a RAF Zeals, vicino a Mere (Wiltshire). Si trasferì a Raf Sumburgh nelle Isole Shetland nell'aprile del 1943 per fornire la copertura della caccia alla flotta britannica con base a Scapa Flow prima di tornare nella West Country, prima alla RAF Church Stanton nel Somerset e poi di nuovo a Perranporth in Cornovaglia nell'ottobre 1943.
Nel novembre del 1943 lo squadron si trasferì a RAF Hornchurch di Havering e si convertì allo Spitfire IX per poi trasferirsi nell'aerodromo di North Weald nell'Epping Forest (distretto) alla fine di febbraio 1944. Lo squadron divenne parte della Second Tactical Air Force e fornì copertura aerea per le forze di invasione in Normandia, basata in Francia dal 22 giugno. Dopo una pausa nel Galles del Sud, lo squadron continuò a sostenere le forze alleate che avanzavano con sede ad Abbeville nel settembre del 1944 e poi a Grimbergen in Belgio. A novembre lo squadron si convertì allo Spitfire XVI prima di spostarsi in Olanda dove si sciolse il 30 aprile 1945.

### Il dopoguerra
Fu riformato a Duxford il 1º settembre 1946, rinumerando lo Squadron RAF numero 165, inizialmente con gli Spitfires. La successiva primavera, lo squadron si convertì sui Gloster Meteor, che utilizzò per sei anni. Alla RAF Linton-on-Ouse, a 16 km a nord-ovest di York, nel marzo 1956 acquisì gli Hawker Hunter, che utilizzò prima di essere nuovamente sciolto il 30 settembre 1960 a RAF Acklington a 5,1 km a sud-ovest di Amble by the Sea.
Si riformò a RAF Odiham il 15 settembre 1961, dal Belvedere Trials Unit equipaggiata con elicotteri Bristol Belvedere. Nel giugno del 1962 lasciò il Regno Unito per Seletar a Singapore, dove fornì il supporto di elicotteri pesanti per le forze che operavano nella Federazione della Malesia. Lo squadron si sciolse definitivamente il 17 marzo 1969.